# Albertosphoera algerina
Albertosphoera algerina is een pissebed uit de familie Spelaeoniscidae. De wetenschappelijke naam van de soort is voor het eerst geldig gepubliceerd in 1983 door Caruso & Lombardo.